# Valmondois
Valmondois is een gemeente in het Franse departement Val-d'Oise (regio Île-de-France) en telt 1250 inwoners (2005). De plaats maakt deel uit van het arrondissement Pontoise.

## Geografie
De oppervlakte van Valmondois bedraagt 4,6 km², de bevolkingsdichtheid is 271,7 inwoners per km².
De onderstaande kaart toont de ligging van Valmondois met de belangrijkste infrastructuur en aangrenzende gemeenten.

## Demografie
Onderstaande figuur toont het verloop van het inwonertal (bron: INSEE-tellingen).

## Geboren in Valmondois
- Antoine Duhamel (1925), filmmuziekcomponist